# 黑鳞假瘤蕨
黑鳞假瘤蕨（学名：Phymatopteris ebenipes），为水龙骨科假瘤蕨属下的一个种。

## 扩展阅读
維基物種上的相關：黑鳞假瘤蕨